# Néo Gynaikókastro
Néo Gynaikókastro är en ort i Grekland.   Den ligger i prefekturen Nomós Kilkís och regionen Mellersta Makedonien, i den norra delen av landet, 300 km norr om huvudstaden Aten. Néo Gynaikókastro ligger 78 meter över havet och antalet invånare är 760.
Terrängen runt Néo Gynaikókastro är lite kuperad. Runt Néo Gynaikókastro är det ganska glesbefolkat, med 42 invånare per kvadratkilometer. Närmaste större samhälle är Kilkis, 13,3 km nordost om Néo Gynaikókastro. Trakten runt Néo Gynaikókastro består till största delen av jordbruksmark.